# 藤原次郎
藤原次郎（ふじわら じろう、1955年7月18日 - ）は、兵庫県朝来郡和田山町（現：兵庫県朝来市）出身の映像作家。大阪および全国各地の里山を活動拠点としている。作品は、日本の芸術的表現の一つである「陰影」をたくみに表現し、自然、造形美、生物・人間の営みを感動的に表現することで知られている。郷里の隣接市の豊岡市の依頼による豊岡スケッチなどの作品もある。

## 経歴
1955年、兵庫県朝来郡和田山町に藤原ラジオ店（1957年 - 1989年）の二男として生まれる。母親はピアノ教師。
中学生の頃オリンパスペンで撮り始め、高校の時に鉄道写真に夢中になる。近所の新聞記者の撮影指導を受ける。
兵庫県立生野高等学校卒業 （1974年） 後、ドキュメンタリー映画制作を目指し大阪芸術大学映像計画学科に入学。
大阪芸術大学映像計画学科卒業 （1978年） 後、ビデオプロダクション勤務 （産業・教育・PR、1978年 - 1985年）、建築写真会社勤務 （建築写真・映像、1985年 - 2010年） を経て、独立 (2011年 - )。
2015年現在、兵庫県立但馬技術大学校情報工学科 非常勤講師も勤める。

## コンセプト
- アトリエ系クリエイターとして独自のスタイルで映像と写真を創作する。
- オリジナルの写真を利用してインテリア素材を製作、空間創作へと展開。
- 建築家、照明・インテリアデザイナー、美術家、アーティストの作品やプロジェクトのドキュメント・イメージ映像の制作。
- 古民家、近代建築・遺産、名建築、景観などの映像・写真の撮影から制作、支援。

## 主な作品

### 自主制作
- 「ある建築の情景 I」兵庫県 兵庫県立木の殿堂 [1][2]
後援：安藤忠雄建築研究所
兵庫県但馬県民局
- 「MATSUTANI」
美術家 松谷武判のドキュメンタリー

### 豊岡市
- 但東スケッチ[3]
- 城崎スケッチ[3]
- 竹野スケッチ[4]
- 出石スケッチ[5]
- 日高スケッチ[6]

### 朝来市
- 朝来スケッチ

### 竹野スタイル推進協議会
- 竹野ジオスケッチ

### 銀谷の町並みをつくる会
- 生野スケッチ

## 主な受賞歴
2000年
- ITVA 国際企業映像協会 ビデオコンテスト(日本)　グランプリ
作品名：「映像伝承 内藤邸」
http://www.itva-jp.com/

2001年
- ワールド・メディア　フェスティバル
World Media Festival（ドイツ） 金賞 Gold Award
作品名：六甲の山荘
http://www.worldmediafestival.org/
- テリー賞 Telly Awards（米国）
ファイナリスト賞（部門次位）
作品名：六甲の山荘
http://www.tellyawards.com/

2003年
- ワールドメディアフェスティバル（ドイツ）
Public Relation Other部門 金賞
作品名：たじま住暮し"然"（Home in TAJIMA）[注釈 1]
- ワールドメディアフェスティバル（ドイツ）
Public Relation Service部門 銀賞
作品名：りんくう国際物流センターの施設紹介
- 第24回テリー賞 Telly Awards（米国）
Non-Broadcast Film/Video & TV Programs部門 銀賞
作品名：たじま住暮し"然"（Home in TAJIMA）

2004年
- 第25回テリー賞 Telly Awards（米国）
非放送番組・文化部門　銅賞
非放送番組・一般部門　銅賞（2部門同時入賞）
作品名："継"～つなぐ心と技～ （Heritage）[注釈 2]
- インターナショナル・フィルム＆ビデオフェスティバル
ドキュメンタリー部門3位
作品名："継"～つなぐ心と技～ （Heritage）
- ワールドメディアフェスティバル（ドイツ）
Public Relation: Society部門 銀賞
作品名："縁"[注釈 3]